# 马里切尔·沃伊内亚
马里切尔·沃伊内亚（羅馬尼亞語：Maricel Voinea，1959年3月17日—），罗马尼亚男子手球运动员。他曾代表罗马尼亚国家队参加1980年、1984年和1992年夏季奥林匹克运动会手球比赛，获得二枚铜牌。